# Wichaya Pornprasart
Wichaya Pornprasart (thailändisch วิชญะ พรประสาท; * 30. Januar 1995), auch als Che bekannt, ist ein thailändischer Fußballspieler.

## Karriere
Wichaya Pornprasart erlernte das Fußballspielen in der Jugend des Chiangmai FC. Seinen ersten Vertrag unterschrieb er im Januar 2016 beim Nonthaburi United S.Boonmeerit FC. Der Verein aus der Provinz Nonthaburi spielte in der dritten Liga, der damaligen Regional League Division 2. Hier trat er in der Western Region an. Nach der Ligareform startete der Verein in der Saison 2014 in der vierten Liga. Hier trat man ebenfalls in der Western Region an. Nach der Hinrunde 2017 wechselte er im Juli 2017 für den Rest der Saison zum Zweitligisten Army United. Die Saison 2018 spielte er in Mae Sot beim Viertligisten Nakhon Mae Sot United FC. Der Verein spielte in der Northern Region der Liga. Zu Beginn der Saison 2019 schloss er sich dem ebenfalls in der Northern Region spielenden Viertligisten Maejo United FC an. 2020 wurde die Liga wegen der COVID-19-Pandemie unterbrochen. Während der Unterbrechung wurde vom Fußballverband beschlossen, dass nach Wiederaufnahme des Spielbetriebs die dritte- und die vierte Liga zusammengelegt wercen. Maejo spielte fortan in der Northern Region der dritten Liga. Nach vier Spielzeiten wechselte er im August 2022 zum Hauptstadtverein Bangkok FC. Am Ende der Saison 2022/23 wurde er mit dem Verein Vizemeister der Bangkok Metropolitan Region. In den Aufstiegsspielen zur zweiten Liga konnte man sich nicht durchsetzen. Ein Jahr später wurde er mit Bangkok Meister der Region und stieg anschließend in die zweite Liga auf. Sein Zweitligadebüt gab Wichaya Pornprasart am 11. August 2024 (1. Spieltag) im Heimspiel gegen den Ayutthaya United FC. Bei dem 2:1-Erfolg wurde er in der 57. Minute für Amornthep Maundee eingewechselt.

## Erfolge
Bangkok FC
- Thai League 3: 2023/24  ▲